# Beta-Diversität
Die Beta-Diversität (auch β-Diversität,  von lateinisch diversitas über englisch diversity, „Verschiedenheit“) ist ein Maß für den Unterschied in der Artenvielfalt zwischen verschiedenen, räumlich in einer Landschaft verteilten Lebensgemeinschaften. Der Ausdruck wird definiert in einer Theorie des amerikanischen Ökologen Robert H. Whittaker (Whittaker 1960) und wird nur im Rahmen der Anwendung seiner Theorie gebraucht. Maß der ökologischen Vielfalt ist hier in erster Linie die jeweilige Artenzahl.

## Definition und Messung
Whittaker betrachtet zunächst die lokale Vielfalt an einem bestimmten Punkt (einem Teil-Lebensraum, einer Probenfläche o. ä.), die er Alpha-Diversität nennt. Auf einer höheren Ebene hängt der Anstieg der Vielfalt dann vor allem davon ab, wie verschieden die unterschiedlichen Einzelpunkte untereinander sind. Dies wird auch „between habitat“ oder „species turnover“ (Artenwechsel) genannt. Je weniger Arten die Lebensräume (bei gegebener Alpha-Diversität) gemeinsam haben, desto größer ist die Beta-Diversität. Sind alle lokalen Lebensgemeinschaften an allen lokalen Punkten identisch, wird die Beta-Diversität minimal. Haben sie nicht eine einzige Art gemeinsam, wird sie maximal. Die Beta-Diversität ist besonders bei der Betrachtung der Auswirkung von Variationen in den Lebensbedingungen (z. B. Habitatgradienten wie Temperatur- oder Feuchtegradienten) relevant.
Die Einführung der Beta-Diversität als Messgröße soll vor allem dazu dienen, lokale und regionale Effekte auseinanderzuhalten. So kann eine Lebensgemeinschaft lokal aus sehr vielen Arten bestehen, also hohe Alpha-Diversität besitzen, regional aber uniform sein, so dass dieselbe artenreiche Lebensgemeinschaft in derselben Zusammensetzung überall auftritt. Im Gegensatz dazu kann die Lebensgemeinschaft an allen untersuchten Orten eher artenarm sein (geringe Alpha-Diversität), regional aber äußerst verschieden. Hohe Alpha- und hohe Beta-Diversität müssen also nicht miteinander zusammenhängen.
Zur Bestimmung der Beta-Diversität kann man das Verhältnis zwischen der Gesamtzahl der Arten in allen Einzel-Messungen zur mittleren Artenzahl dieser Messungen bestimmen. Spezielle Annahmen über Verteilungsmuster sind nicht notwendig.
Trägt man die Einzelmessungen, sortiert nach ihrer Artenzahl, von der artenärmsten zur artenreichsten, in einem Diagramm auf, wobei man nicht die absolute Artenzahl jeder Messung darstellt, sondern nur die Arten hinzufügt, die durch eine neue Messung/einen neuen Teil-Lebensraum hinzugekommen sind (ein so genanntes Arten-Rang-Diagramm), zeigt sich die Beta-Diversität in der Steigung der resultierenden Kurve. Die Kurve strebt asymptotisch einem Sättigungsniveau zu, wenn bei Hinzufügung weiterer Proben die Artenzahl nicht mehr ansteigt, d. h. der regionale Artenpool vollständig erfasst ist. In anderen Fällen hängt der gemessene Wert für die Beta-Diversität noch vom Erfassungsaufwand ab und sollte nur mit Vorsicht interpretiert werden.